# Stig Blomqvist
Stig Lennart Blomqvist (Örebro, 29 luglio 1946) è un ex pilota di rally svedese, campione del mondo di Rally nel 1984 su una Audi quattro.

## Biografia

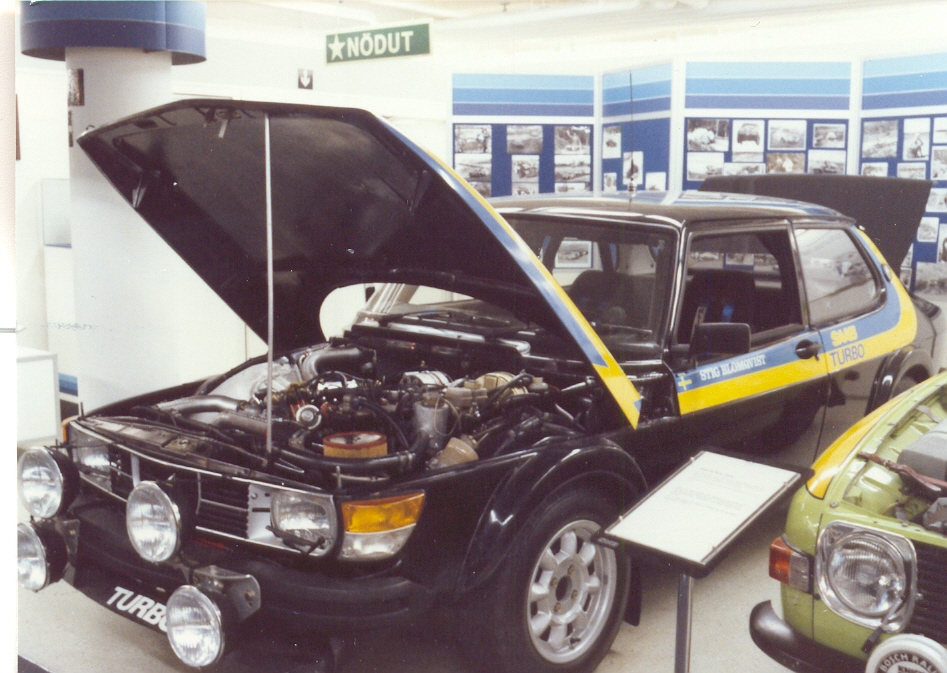
la Saab 99 usata da Stig Blomqvist

Stig Blomqvist iniziò la sua carriera da professionista nei rally con il Team Saab. Nel 1979 alla guida di una SAAB 99 turbo fu il primo pilota nella storia a portare alla vittoria un'auto con motore turbocompresso. Successivamente fece parte del Team Talbot dove rimase per poco, prima di partecipare a un test di prova con l'Audi.
Grazie alla sua guida spettacolare stupì i responsabili dell'Audi; la particolarità della sua guida era anche la capacità di utilizzare il piede sinistro anche per frenare. Questo particolare permetteva una guida veramente veloce ed estremamente interessante per gli spettatori. La stagione 1983 "incoronò" campione del mondo il suo compagno di squadra in Audi Hannu Mikkola. Blomqvist ottenne comunque 6 podi di cui 1 vittoria arrivando 4º nel Mondiale così come l'anno precedente.
Il 1984 fu l'anno di Blomqvist invece. Il titolo costruttori a favore dell'Audi era stato matematicamente conquistato relativamente presto nella stagione e così l'Audi poté concentrare tutti i suoi sforzi per aiutare Blomqvist a battere Markku Alén con la Lancia, per il titolo piloti. Le notevoli prestazioni dell'Audi, combinate con il talento naturale del pilota, permisero a Stig Blomqvist di assicurarsi il titolo. Nel periodo del Gruppo B corse come pilota ufficiale Audi dal 1983 al 1985 e successivamente dopo il ritiro della scuderia tedesca dalle competizioni venne ingaggiato dal Team Ford per sviluppare la RS200 Gruppo B, ma con la cancellazione dello stesso Gruppo anche la RS200 uscì dalle competizioni Mondiali.

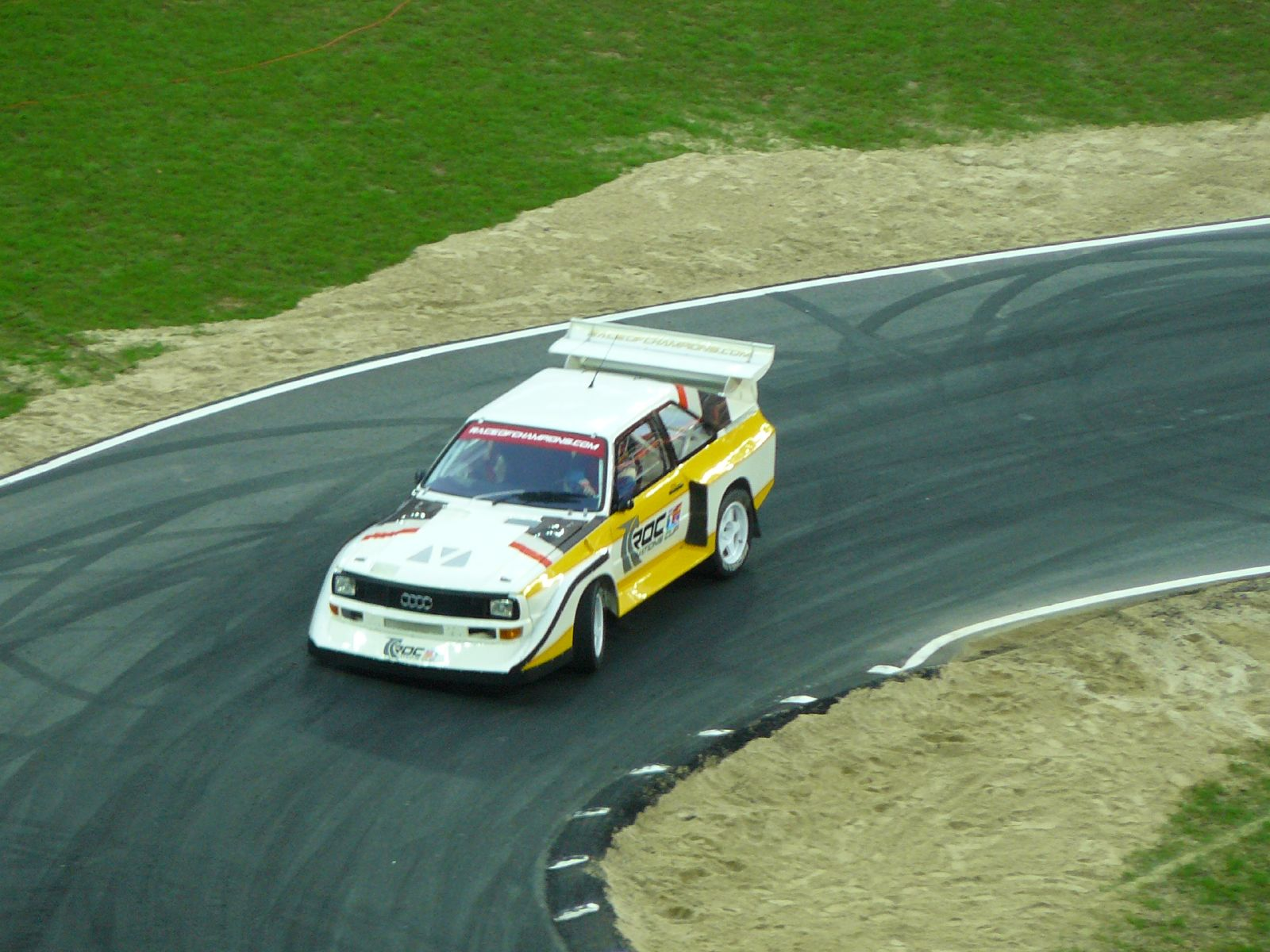
Stig Blomqvist durante la Corsa dei Campioni nel 2007

Più tardi si dedicò a partecipare ad alcune Parigi-Dakar, a campionati di Rally inferiori e la famosissima scalata Pikes Peak.

## Palmarès
Campione del Mondo Rally nel 1984
- 2º nel Campionato del Mondo Rally nel 1985
- 4º nel Campionato del Mondo Rally nel 1982
- 4º nel Campionato del Mondo Rally nel 1983

### Gli inizi
- 1970

*  Rally di Svezia, con SAAB 96 V4, co-pilota Bo Reinecke
- 1971

*  Rally RAC, SAAB 96 V4, co-pilota Arne Hertz
*  Hankiralli, SAAB 96 V4, co-pilota Arne Hertz
*  Rally di Svezia, SAAB 96 V4, co-pilota Arne Hertz
*  Rally dei 1000 Laghi, SAAB 96 V4, co-pilota Arne Hertz
* 13º Safari Rally, SAAB 96 V4, co-pilota Arne Hertz
- 1972

*  Rally di Svezia, SAAB V4, co-pilota Arne Hertz
*  Rally RAC, SAAB 96 V4, co-pilota Arne Hertz
- 1973

*  Rally di Svezia, SAAB 96 V4, co-pilota Arne Hertz
*  Rally di Cypro, SAAB 96 V4, co-pilota Arne Hertz
- 1974

*  Arctic Rally, SAAB 96 V4, co-pilota Hans Sylván
*  Rally RAC, SAAB 96 V4, co-pilota Hans Sylván
* 4º Rally dei 1000 Laghi, SAAB 96 V4, co-pilota Hans Sylván
- 1975

*  Rally di Svezia, SAAB 96 V4, co-pilota Hans Sylván
*  Arctic Rally, SAAB 96 V4, co-pilota Hans Sylván
- 1976

*  Boucles de Spa Rally, SAAB 99 EMS, co-pilota Hans Sylván
*  Rally di Svezia, SAAB 96 V4, co-pilota Hans Sylván
*  Rally RAC, Saab 99 EMS, co-pilota Hans Sylván
- 1977

*  Rally di Svezia, SAAB 99 EMS, co-pilota Hans Sylván
*  Finnish Hankiralli, SAAB 96 V4, co-pilota Hans Sylván
- 1978

* 4º Rally di Svezia, Lancia Stratos, co-pilota Hans Sylván
*  Canadian Rallye Pistons les Wapitis, SAAB 99 EMS
*  Californian La Jornada Trabajosa Rally, SAAB 99 EMS, co-pilota John Buffum
*  Canadian Baie des Chaleurs, SAAB 99 EMS
- 1979

*  Rally di Svezia, SAAB 99 turbo, co-pilota Björn Cederberg
*  Rally di Svezia del sud, SAAB 99 turbo
*  British Mintex International Rally, SAAB 99 turbo, co-pilota Björn Cederberg
*  British TV Rally Sprint, SAAB 99 turbo
*  Ulster Rally, SAAB 99 turbo, co-pilota Björn Cederberg
- 1980

*  Rally di Svezia del sud, SAAB 99 turbo
*  Rally di Svezia, SAAB 99 turbo, co-pilota Björn Cederberg
*  Boucles des Spa, SAAB 99 turbo, co-pilota Björn Cederberg
*  Costa Smeralda, SAAB 99 turbo, co-pilota Björn Cederberg
*  Rally Polar Bergslags, SAAB 99 turbo, co-pilota Björn Cederberg
*  Rally Nord, SAAB 99 turbo, co-pilota Björn Cederberg
*  Badarsvängen, SAAB 99 turbo, co-pilota Björn Cederberg
*  British TV Texaco Rallysprint, SAAB 99 turbo
- 1981

*  Rally di Svezia del sud, SAAB 99 turbo
*  Rally RAC, Talbot Sunbeam Lotus, co-pilota Björn Cederberg

### Gruppo B
- 1982

*  Rally di Svezia, Audi Quattro, co-pilota Björn Cederberg
*  Rally di San Remo, Audi Quattro, co-pilota Björn Cederberg
*  Rally di Svezia del sud, SAAB 99 turbo
*  Rally dei 1000 Laghi, Audi Quattro, co-pilota Björn Cederberg
- 1983

*  Rally RAC, Audi Quattro, co-pilota Björn Cederberg
*  Rally di Scozia, Audi Quattro, co-pilota Björn Cederberg
*  Rally Ulster, Audi Quattro, co-pilota Björn Cederberg
*  Rally di Svezia, Audi 80 Quattro, co-pilota Björn Cederberg
*  Rally d'Argentina, Audi Quattro, co-pilota Björn Cederberg
*  Rally dei 1000 Laghi, Audi Quattro, co-pilota Björn Cederberg
*  Rally di Monte Carlo, Audi Quattro, co-pilota Björn Cederberg
*  Rally dell'Acropoli, Audi Quattro, co-pilota Björn Cederberg
- 1984 CAMPIONE DEL MONDO
- Rally di Svezia, Audi Quattro, co-pilota Björn Cederberg
- Rally dell'Acropoli, Audi Quattro, co-pilota Björn Cederberg
- Rally di Nuova Zelanda, Audi Quattro, co-pilota Björn Cederberg
- Rally d'Argentina, Audi Quattro, co-pilota Björn Cederberg
- Rally di Costa d'Avorio, Audi Quattro, co-pilota Björn Cederberg
- Rally di Monte Carlo, Audi Quattro, co-pilota Björn Cederberg
- 4º Rally dei 1000 Laghi, Audi Quattro, co-pilota Björn Cederberg
- 5º Rally di Corsica, Audi Quattro, co-pilota Björn Cederberg
- 1985

*  Rally di Svezia, Audi Sport Quattro, co-pilota Björn Cederberg
*  Rally dell'Acropoli, Audi Sport Quattro, co-pilota Björn Cederberg
*  Rally dei 1000 Laghi, Audi Sport Quattro S1, co-pilota Björn Cederberg
- 1986

*  Hong Kong-Pechino, Audi Quattro
*  Rally di Svezia del sud, Ford RS200
*  Rally d'Argentina, Peugeot 205 T16 E2, co-pilota Bruno Berglund

### Il seguito
- 1987

*  Rally RAC, Ford Sierra RS Cosworth, co-pilota Bruno Berglund
*  Rally dei 1000 Laghi, Ford Sierra RS Cosworth, co-pilota Bruno Berglund
- 1988

*  Rally di Svezia, Ford Sierra XR 4x4, co-pilota Benny Melander
*  Mille Miglia, Ford Sierra Cosworth, co-pilota Benny Melander
- 1989

*  Race of Champions, Nürburgring
*  Rally Safari, VW Golf GTi 16V, co-pilota Björn Cederberg
- 1990

*  Race of Champions, Barcelona
- 1992

*  Rally di Svezia, Nissan Sunny GTI-R 4WD, co-pilota Benny Melander
- 1994

*  Rally di Svezia del sud, Ford Escort RS Cosworth, co-pilota Benny Melander
*  Race of Champions, Gran Canaria
*  Rally di Svezia, Ford Escort RS Cosworth, co-pilota Benny Melander
- 1995

*  Rally di Svezia del sud, Ford Escort Cosworth, co-pilota Benny Melander
- 1996

*  Rally RAC, 1st in F2, Skoda Felicia Kit Car 1.6, co-pilota Benny Melander
- 1997

*  Race of Champions, Gran Canaria
*  Pirelli International Rally, 1st in class, Skoda Felicia, co-pilota Benny Melander
- 1999

*  Gruppo N Rally Masters Argentina
*  Maine Forest Rally, USA, Ford Escort RS Cosworth, co-pilota Lance Smith
- 2000

*  London-Sydney Marathon, Ford Capri Perana V8, co-pilota Ben Rainsford
- 2001

*  Pikes Peak International Hillclimb, Co, USA, Ford RS200
- 2002

* 4º generale,  Pikes Peak International Hillclimb, Co, USA, Ford RS200
- 2004

*  Roger Albert Clark Rally, UK. Questo rally inaugurato nel 2004 con l'intento di ricreare il vecchio R.A.C. Rally - 4 giorni di gare nel Nord Inghilterra e Scozia. Stig Blomqvist ha partecipato a questo evento con la vecchia Ford Escort Mk II RS e come co-pilota Ana Goñi
*  Pikes Peak International Hillclimb, Co, USA, (risultato non ufficiale)
- 2005

*  Oregon Trail Rally, 2003 Subaru STi WRX, co-pilota Ana Goñi
*  Susquehannock Trail ProRally, 1st grN, 2003 Subaru Impreza, co-pilota Pauline Gullick
*  Ojibwe Forest Rally, 2003 Subaru STi WRX, co-pilota Ana Goñi
*  Roger Albert Clark Rally, Escort Mk II RS
- 8 volte Campione al Campionato Svedese di Rally
- 6 volte Campione al Campionato Svedese di Rally in salita
- 1 volta Campione al Campionato Svedese di Rally Cross

## Risultati nel mondiale rally

### WRC
| 1973 | Scuderia                             | Vettura    |  |   |  |  |  |  |  |     |     |  |  |     |  |  |  |  | Punti | Pos. |
| ---- | ------------------------------------ | ---------- |  | - |  |  |  |  |  | --- | --- |  |  | --- |  |  |  |  | ----- | ---- |
| 1973 | Saab Scania e Saab Scania Aktiebolag | Saab 96 V4 |  | 1 |  |  |  |  |  | Rit | Rit |  |  | Rit |  |  |  |  |       |      |

| 1974 | Scuderia    | Vettura    |  |  |   |  |  |  |   |  |  |  |  |  |  |  |  |  | Punti | Pos. |
| ---- | ----------- | ---------- |  |  | - |  |  |  | - |  |  |  |  |  |  |  |  |  | ----- | ---- |
| 1974 | Saab Scania | Saab 96 V4 |  |  | 4 |  |  |  | 2 |  |  |  |  |  |  |  |  |  |       |      |

| 1975 | Scuderia    | Vettura    |  |   |  |  |  |  |    |  |  |     |  |  |  |  |  |  | Punti | Pos. |
| ---- | ----------- | ---------- |  | - |  |  |  |  | -- |  |  | --- |  |  |  |  |  |  | ----- | ---- |
| 1975 | Saab Scania | Saab 96 V4 |  | 2 |  |  |  |  | SQ |  |  | Rit |  |  |  |  |  |  |       |      |

| 1976 | Scuderia    | Vettura                  |  |   |  |  |  |  |     |  |  |   |  |  |  |  |  |  | Punti | Pos. |
| ---- | ----------- | ------------------------ |  | - |  |  |  |  | --- |  |  | - |  |  |  |  |  |  | ----- | ---- |
| 1976 | Saab Scania | Saab 96 V4 e Saab 99 EMS |  | 2 |  |  |  |  | Rit |  |  | 2 |  |  |  |  |  |  |       |      |

| 1977 | Scuderia                 | Vettura     |  |   |  |  |  |  |     |  |  |  |     |  |  |  |  |  | Punti | Pos. |
| ---- | ------------------------ | ----------- |  | - |  |  |  |  | --- |  |  |  | --- |  |  |  |  |  | ----- | ---- |
| 1977 | SMK Örebro e Saab Scania | Saab 99 EMS |  | 1 |  |  |  |  | Rit |  |  |  | Rit |  |  |  |  |  |       |      |

| 1978 | Scuderia                     | Vettura                                                    |  |   |  |  |  |  |     |  |  |  |     |  |  |  |  |  | Punti | Pos. |
| ---- | ---------------------------- | ---------------------------------------------------------- |  | - |  |  |  |  | --- |  |  |  | --- |  |  |  |  |  | ----- | ---- |
| 1978 | Lancia Pirelli e Saab Scania | Lancia Stratos HF, Saab 99 EMS e Saab 99 Turbo Combi Coupe |  | 4 |  |  |  |  | Rit |  |  |  | Rit |  |  |  |  |  |       |      |

| 1979 | Scuderia    | Vettura       |  |   |  |  |  |  |  |  |  |  |     |  |  |  |  |  | Punti | Pos. |
| ---- | ----------- | ------------- |  | - |  |  |  |  |  |  |  |  | --- |  |  |  |  |  | ----- | ---- |
| 1979 | Saab Scania | Saab 99 Turbo |  | 1 |  |  |  |  |  |  |  |  | Rit |  |  |  |  |  | 20    | 10º  |

| 1980 | Scuderia                        | Vettura       |  |   |  |  |  |  |  |  |  |  |     |  |  |  |  |  | Punti | Pos. |
| ---- | ------------------------------- | ------------- |  | - |  |  |  |  |  |  |  |  | --- |  |  |  |  |  | ----- | ---- |
| 1980 | Saab Scania e Saab Dealers Team | Saab 99 Turbo |  | 2 |  |  |  |  |  |  |  |  | Rit |  |  |  |  |  | 15    | 16º  |

| 1981 | Scuderia                                              | Vettura                              |  |   |  |  |  |  |  |  |   |  |  |   |  |  |  |  | Punti | Pos. |
| ---- | ----------------------------------------------------- | ------------------------------------ |  | - |  |  |  |  |  |  | - |  |  | - |  |  |  |  | ----- | ---- |
| 1981 | Publimo Racing / Clarion, Team Talbot Sweden e Talbot | Saab 99 Turbo e Talbot Sunbeam Lotus |  | 5 |  |  |  |  |  |  | 8 |  |  | 3 |  |  |  |  | 23    | 13º  |

| 1982 | Scuderia                                             | Vettura                             |  |   |  |  |  |  |  |  |   |   |  |   |  |  |  |  | Punti | Pos. |
| ---- | ---------------------------------------------------- | ----------------------------------- |  | - |  |  |  |  |  |  | - | - |  | - |  |  |  |  | ----- | ---- |
| 1982 | Audi Sport Sweden, Audi Sport e Peugeot Talbot Sport | Audi Quattro e Talbot Sunbeam Lotus |  | 1 |  |  |  |  |  |  | 2 | 1 |  | 8 |  |  |  |  | 58    | 4º   |

| 1983 | Scuderia                   | Vettura                                            |   |   |    |  |  |   |    |   |   |     |  |   |  |  |  |  | Punti | Pos. |
| ---- | -------------------------- | -------------------------------------------------- | - | - | -- |  |  | - | -- | - | - | --- |  | - |  |  |  |  | ----- | ---- |
| 1983 | Audi Sport e Audi Sport UK | Audi quattro A1, Audi 80 Quattro e Audi Quattro A2 | 3 | 2 | SQ |  |  | 3 | SQ | 2 | 2 | Rit |  | 1 |  |  |  |  | 89    | 4º   |

| 1984 | Scuderia   | Vettura                              |   |   |     |     |   |   |   |   |   |     |   |  |  |  |  |  | Punti | Pos. |
| ---- | ---------- | ------------------------------------ | - | - | --- | --- | - | - | - | - | - | --- | - |  |  |  |  |  | ----- | ---- |
| 1984 | Audi Sport | Audi Quattro A2 e Audi Quattro Sport | 2 | 1 | Rit | Rit | 5 | 1 | 1 | 1 | 4 | Rit | 1 |  |  |  |  |  | 125   | 1º   |

| 1985 | Scuderia   | Vettura                                    |   |   |   |     |  |   |   |     |   |  |  |  |  |  |  |  | Punti | Pos. |
| ---- | ---------- | ------------------------------------------ | - | - | - | --- |  | - | - | --- | - |  |  |  |  |  |  |  | ----- | ---- |
| 1985 | Audi Sport | Audi Quattro Sport e Audi Quattro Sport E2 | 4 | 2 | 4 | Rit |  | 2 | 4 | Rit | 2 |  |  |  |  |  |  |  | 75    | 2º   |

| 1986 | Scuderia                                   | Vettura                              |  |     |     |  |  |     |  |   |   |  |  |     |  |  |  |  | Punti | Pos. |
| ---- | ------------------------------------------ | ------------------------------------ |  | --- | --- |  |  | --- |  | - | - |  |  | --- |  |  |  |  | ----- | ---- |
| 1986 | Ford Motor Co. Ltd. e Peugeot Talbot Sport | Ford RS200 e Peugeot 205 Turbo 16 E2 |  | Rit | Rit |  |  | Rit |  | 3 | 4 |  |  | Rit |  |  |  |  | 22    | 11º  |

| 1987 | Scuderia                                       | Vettura                                      |    |   |  |     |     |  |  |     |  |   |  |  |   |  |  |  | Punti | Pos. |
| ---- | ---------------------------------------------- | -------------------------------------------- | -- | - |  | --- | --- |  |  | --- |  | - |  |  | - |  |  |  | ----- | ---- |
| 1987 | Ford Motor Co. Ltd. e Motogard Rallysport Team | Ford Sierra XR 4x4 e Ford Sierra RS Cosworth | SQ | 6 |  | Rit | Rit |  |  | Rit |  | 3 |  |  | 2 |  |  |  | 33    | 7º   |

| 1988 | Scuderia                                | Vettura                                      |  |   |   |  |  |  |  |  |  |   |  |   |   |  |  |  | Punti | Pos. |
| ---- | --------------------------------------- | -------------------------------------------- |  | - | - |  |  |  |  |  |  | - |  | - | - |  |  |  | ----- | ---- |
| 1988 | Rallysport Sweden e Ford Motor Co. Ltd. | Ford Sierra XR 4x4 e Ford Sierra RS Cosworth |  | 2 | 5 |  |  |  |  |  |  | 5 |  | 7 | 6 |  |  |  | 41    | 4º   |

| 1989 | Scuderia                                | Vettura                                       |   |  |  |   |  |  |  |  |  |  |  |  |  |  |  |  | Punti | Pos. |
| ---- | --------------------------------------- | --------------------------------------------- | - |  |  | - |  |  |  |  |  |  |  |  |  |  |  |  | ----- | ---- |
| 1989 | Team VAG Sweden e Volkswagen Motorsport | Audi 200 Quattro e Volkswagen Golf II GTi 16V | 5 |  |  | 3 |  |  |  |  |  |  |  |  |  |  |  |  | 20    | 15º  |

| 1991 | Scuderia                  | Vettura            |  |  |  |   |  |     |  |  |   |  |  |  |  |     |  |  | Punti | Pos. |
| ---- | ------------------------- | ------------------ |  |  |  | - |  | --- |  |  | - |  |  |  |  | --- |  |  | ----- | ---- |
| 1991 | Nissan Motorsports Europe | Nissan Sunny GTi-R |  |  |  | 5 |  | Rit |  |  | 8 |  |  |  |  | Rit |  |  | 11    | 24º  |

| 1992 | Scuderia                                               | Vettura            |  |   |  |  |  |  |  |  |     |  |  |  |  |     |  |  | Punti | Pos. |
| ---- | ------------------------------------------------------ | ------------------ |  | - |  |  |  |  |  |  | --- |  |  |  |  | --- |  |  | ----- | ---- |
| 1992 | Castrol Nissan Motorsports e Nissan Motorsports Europe | Nissan Sunny GTi-R |  | 3 |  |  |  |  |  |  | Rit |  |  |  |  | Rit |  |  | 12    | 21º  |

| 1993 | Scuderia         | Vettura                |  |     |  |  |  |  |  |  |  |  |  |  |  |  |  |  | Punti | Pos. |
| ---- | ---------------- | ---------------------- |  | --- |  |  |  |  |  |  |  |  |  |  |  |  |  |  | ----- | ---- |
| 1993 | Opel Team Sweden | Opel Calibra Turbo 4x4 |  | Rit |  |  |  |  |  |  |  |  |  |  |  |  |  |  | 0     |      |

| 1994 | Scuderia            | Vettura                 |  |  |  |  |  |  |  |  |  |   |  |  |  |  |  |  | Punti | Pos. |
| ---- | ------------------- | ----------------------- |  |  |  |  |  |  |  |  |  | - |  |  |  |  |  |  | ----- | ---- |
| 1994 | Ford Motor Co. Ltd. | Ford Escort RS Cosworth |  |  |  |  |  |  |  |  |  | 4 |  |  |  |  |  |  | 10    | 15º  |

| 1995 | Scuderia                         | Vettura                                         |  |   |  |  |  |  |  |    |  |  |  |  |  |  |  |  | Punti | Pos. |
| ---- | -------------------------------- | ----------------------------------------------- |  | - |  |  |  |  |  | -- |  |  |  |  |  |  |  |  | ----- | ---- |
| 1995 | R.A.S. Ford e Trigard Team Škoda | Ford Escort RS Cosworth e Škoda Felicia Kit Car |  | 7 |  |  |  |  |  | 21 |  |  |  |  |  |  |  |  | 4     | 14º  |

| 1996 | Scuderia                               | Vettura                                         |   |   |  |  |  |  |     |  |  |  |  |  |  |  |  |  | Punti | Pos. |
| ---- | -------------------------------------- | ----------------------------------------------- | - | - |  |  |  |  | --- |  |  |  |  |  |  |  |  |  | ----- | ---- |
| 1996 | Ford Motor Co. Ltd. e Škoda Motorsport | Ford Escort RS Cosworth e Škoda Felicia Kit Car | 8 | 7 |  |  |  |  | Rit |  |  |  |  |  |  |  |  |  | 7     | 18º  |

| 1997 | Scuderia              | Vettura                 |  |    |  |  |  |  |  |  |  |  |  |  |  |  |  |  | Punti | Pos. |
| ---- | --------------------- | ----------------------- |  | -- |  |  |  |  |  |  |  |  |  |  |  |  |  |  | ----- | ---- |
| 1997 | Mobil Ford Motorsport | Ford Escort RS Cosworth |  | 10 |  |  |  |  |  |  |  |  |  |  |  |  |  |  | 0     |      |

| 1999 | Scuderia            | Vettura           |  |     |  |  |  |  |  |  |  |  |  |  |  |  |  |  | Punti | Pos. |
| ---- | ------------------- | ----------------- |  | --- |  |  |  |  |  |  |  |  |  |  |  |  |  |  | ----- | ---- |
| 1999 | Ford Motor Co. Ltd. | Ford Puma Kit Car |  | Rit |  |  |  |  |  |  |  |  |  |  |  |  |  |  | 0     |      |

| 2000 | Scuderia | Vettura                  |  |  |  |  |  |  |  |  |  |  |  |  |  |     |  |  | Punti | Pos. |
| ---- | -------- | ------------------------ |  |  |  |  |  |  |  |  |  |  |  |  |  | --- |  |  | ----- | ---- |
| 2000 |          | Mitsubishi Lancer Evo VI |  |  |  |  |  |  |  |  |  |  |  |  |  | Rit |  |  | 0     |      |

| 2001 | Scuderia                                 | Vettura                                           |  |    |     |    |     |     |     |     |    |    |    |  |    |    |  |  | Punti | Pos. |
| ---- | ---------------------------------------- | ------------------------------------------------- |  | -- | --- | -- | --- | --- | --- | --- | -- | -- | -- |  | -- | -- |  |  | ----- | ---- |
| 2001 | David Sutton Cars Ltd e Škoda Motorsport | Mitsubishi Lancer Evo VI e Škoda Octavia WRC Evo2 |  | 18 | Rit | 21 | Rit | Rit | Rit | Rit | 22 | 21 | 30 |  | 23 | 16 |  |  | 0     |      |

| 2002 | Scuderia         | Vettura                                                                      |  |    |  |     |  |  |    |  |  |  |  |    |    |     |  |  | Punti | Pos. |
| ---- | ---------------- | ---------------------------------------------------------------------------- |  | -- |  | --- |  |  | -- |  |  |  |  | -- | -- | --- |  |  | ----- | ---- |
| 2002 | Škoda Motorsport | Škoda Octavia WRC Evo2, Mitsubishi Lancer Evo VII e Mitsubishi Lancer Evo VI |  | 15 |  | Rit |  |  | 17 |  |  |  |  | 19 | 22 | Rit |  |  | 0     |      |

| 2003 | Scuderia              | Vettura                                        |  |    |  |    |  |  |    |    |  |    |  |    |  |  |  |  | Punti | Pos. |
| ---- | --------------------- | ---------------------------------------------- |  | -- |  | -- |  |  | -- | -- |  | -- |  | -- |  |  |  |  | ----- | ---- |
| 2003 | David Sutton Cars Ltd | Subaru Impreza STi N8 e Subaru Impreza STi N10 |  | 26 |  | 24 |  |  | 11 | 29 |  | 19 |  | 20 |  |  |  |  | 0     |      |

| 2004 | Scuderia              | Vettura                |  |    |  |  |  |    |  |  |  |  |  |  |  |  |  |  | Punti | Pos. |
| ---- | --------------------- | ---------------------- |  | -- |  |  |  | -- |  |  |  |  |  |  |  |  |  |  | ----- | ---- |
| 2004 | David Sutton Cars Ltd | Subaru Impreza WRX STi |  | 21 |  |  |  | 14 |  |  |  |  |  |  |  |  |  |  | 0     |      |

| 2005 | Scuderia | Vettura                |  |    |  |  |  |  |  |  |  |  |  |  |  |  |  |  | Punti | Pos. |
| ---- | -------- | ---------------------- |  | -- |  |  |  |  |  |  |  |  |  |  |  |  |  |  | ----- | ---- |
| 2005 |          | Subaru Impreza WRX STi |  | 20 |  |  |  |  |  |  |  |  |  |  |  |  |  |  | 0     |      |

| 2006 | Scuderia | Vettura                |  |    |  |  |  |  |  |  |  |  |  |  |  |  |  |  | Punti | Pos. |
| ---- | -------- | ---------------------- |  | -- |  |  |  |  |  |  |  |  |  |  |  |  |  |  | ----- | ---- |
| 2006 |          | Subaru Impreza WRX STi |  | 24 |  |  |  |  |  |  |  |  |  |  |  |  |  |  | 0     |      |

| Legenda | 1º posto | 2º posto | 3º posto | A punti | Senza punti | Ritirato | Squalificato | NP=Non partito C=Gara cancellata | Apice=Power stage |

### Group N Cup
| 2000 | Scuderia | Vettura                  |  |  |  |  |  |  |  |  |  |  |  |  |  |     |  |  | Punti | Pos. |
| ---- | -------- | ------------------------ |  |  |  |  |  |  |  |  |  |  |  |  |  | --- |  |  | ----- | ---- |
| 2000 |          | Mitsubishi Lancer Evo VI |  |  |  |  |  |  |  |  |  |  |  |  |  | Rit |  |  | 0     |      |

| 2001 | Scuderia              | Vettura                  |  |   |     |   |     |     |     |     |  |   |   |  |   |   |  |  | Punti | Pos. |
| ---- | --------------------- | ------------------------ |  | - | --- | - | --- | --- | --- | --- |  | - | - |  | - | - |  |  | ----- | ---- |
| 2001 | David Sutton Cars Ltd | Mitsubishi Lancer Evo VI |  | 3 | Rit | 3 | Rit | Rit | Rit | Rit |  | 4 | 4 |  | 7 | 4 |  |  | 18    | 5º   |

| 2003 | Scuderia              | Vettura                                        |  |   |  |   |  |  |   |   |  |   |  |   |  |  |  |  | Punti | Pos. |
| ---- | --------------------- | ---------------------------------------------- |  | - |  | - |  |  | - | - |  | - |  | - |  |  |  |  | ----- | ---- |
| 2003 | David Sutton Cars Ltd | Subaru Impreza STi N8 e Subaru Impreza STi N10 |  | 1 |  | 8 |  |  | 3 | 5 |  | 4 |  | 5 |  |  |  |  | 30    | 3º   |

| Legenda | 1º posto | 2º posto | 3º posto | A punti | Senza punti | Ritirato | Squalificato | NP=Non partito C=Gara cancellata | Apice=Power stage |